# Sông Giá (Ninh Thuận)
Sông Giá (tên khác: Sông Chế) là một con sông đổ ra Sông Cái Phan Rang. Sông Giá chảy qua các tỉnh Ninh Thuận, Bình Thuận .
Sông có chiều dài 57 km và diện tích lưu vực là 493 km² .
Sông Giá khởi nguồn từ vùng núi phía nam xã Ma Nới với tên là sông Ya 
Từ thị trấn Phước Dân sông có tên Sông Chế, đổ chung cửa biển với sông Dinh